# آسوده باش (مجموعه نمایش خانگی)
آسوده باش یک مجموعه نمایش خانگی ایرانی به کارگردانی حسن حج‌گذار، تهیه‌کنندگی امیر رحیم‌زاده و نویسندگی اسماعیل بایگی و حسن حج‌گذار است. پرویز فلاحی‌پور، فاطمه گودرزی، میرطاهر مظلومی، نفیسه روشن، آرام جعفری، شهرام عبدلی و امیر غفارمنش از جملهٔ بازیگران این مجموعه هستند.

## خلاصه داستان
در خلاصه داستان آمده است: عمارتی اصیل و ریشه‌دار، شانه به شانه، نذر زوار حرم می‌شود، ولی حالا این عمارت به دست وراثی افتاده که تصمیم دیگری گرفته‌اند…

## بازیگران

### بازیگران[۸]
| بازیگران       | نقش       |
| -------------- | --------- |
| پرویز فلاحی‌پور | مش داوود  |
| میرطاهر مظلومی | نصرت      |
| فاطمه گودرزی   | ساره      |
| شهرام عبدلی    | غفور      |
| حسن اسدی       | آق میرزا  |
| نفیسه روشن     | طلعت      |
| آرام جعفری     | مهلا      |
| امیر غفارمنش   | یعقوب     |
| رضا توکلی      | مراد      |
| مجید شهریاری   | صاحب خانه |
| سعیده عرب      | زن همسایه |
| محمد الهی      | اسد       |
| شهنام شهابی    | عزت       |
| کیوان صباغ     | قلیچ      |
| اصغر سمسارزاده | پیرمرد    |
| امیر محاسبتی   | پدر مهلا  |
| مهری شمس       | پیرزن     |
| سیما صادق‌زاده  | زینب      |
| زینب برات‌زاده  | بتول      |
| مرسده رحیم‌زاده | همسر غفور |
| مهدی باوقار    | شکور      |

## شرح تولید
پروژه سریال آسوده باش در آذر ماه ۱۴۰۱ مجوز تولید گرفت. پیش‌تولید این مجموعه در آذر ۱۴۰۱ آغار شد و در دی ماه ۱۴۰۱ نیز تولید آن کلیک خورد. عمده لوکیشن‌های این فیلم در شهر مشهد با محوریت خانه‌ای که به زوار امام رضا (ع) اسکان می‌دهد پیش می‌رود. در بهمن ۱۴۰۱ آقای شهرام عبدلی به گروه بازیگران اضافه شد؛ وی پس از ایفای نقش در چندین سکانس در شامگاه ۶ اسفند ۱۴۰۱ به دلیل خونریزی مغزی دار فانی را وداع گفت. با فوت وی کلیه عوامل دچار شُک شدید شدند و پروژه تولید نیز چندین روز متوقف شد. باتوجه به اینکه چند سکانس از بازی وی باقی مانده بود و از طرفی نیز این فیلم آخرین اثر بازیگری وی محسوب می‌شد، گروه تولید به رسم یادگار تصمیم به حفظ سکانس‌های وی نموده و با بازنویسی مجدد فیلمنامه، خانم مرسده رحیم‌زاده در نقش همسر وی به فیلمنامه اضافه شد تا خلاء نبودن وی برطرف شود. این مجموعه در ۱۳ قسمت ۴۵ دقیقه‌ای برای پلت فرم تولید شده و عملیات پس‌تولید فیلم نیز به اتمام رسیده و در فروردین ۱۴۰۴ از محل پلت فرم نت فیلیم پخش خواهد شد.

## عوامل تولید
سایر عوامل تولید این مجموعه عبارت‌اند از: مجری طرح و سرمایه‌گذار: امیر رحیم‌زاده، مدیر فیلمبرداری: عارف نامور، مدیر صدابرداری: حامد شیوندی، تدوین: مهدی سعدی، آهنگساز: آریا عظیمی‌نژاد، طراح چهره‌پردازی: امیرحسین غفاری، طراح صحنه و لباس: علی مربی، دستیار اول کارگردان و مدیر برنامه‌ریزی: پیام حنفی، مدیر تولید: علیرضا طحان‌زاده، جانشین تولید: مرسده رحیم‌زاده، منشی صحنه: پریسا تاج، دستیار اول فیلمبردار: مجتبی نظری، عکاس: آرش شاه‌محمدی، مشاور رسانه‌ای: امین اعتمادی‌مجد، گروه کارگردانی: معین سعیدی و پریا حیدری، گروه فیلمبرداری: مرتضی حسنی، رضا محمودی و مهدی عراقیه، مدیر طراحی و تبلیغات: سعید زرگران، سینه موبیل: رضا میرزایی، امور مالی: زینب روح‌بخش، گروه صدا: رسول هادی و پدرام شیوندی، گروه صحنه و لباس: امیرمسعود صداقتی، سامان خطایی، مصطفی اسدزاده و مائده وحیدیان، گروه گریم: آتنا صالحیان، سجاد خیابانی، محمدامین یوسفی و ثریا سروری، دستیار تدوین: نیلوفر بشیگ، گروه تولید و تدارکات: نوا گنجی، رضا فولادی، سهراب صیفی‌کار، علی‌اصغر علوی، ،محمد هادی علوی ،فرامرز کاکی، مرتضی اکبرنژاد، هادی حج‌گذار و علی پاکدل، تیزر پشت صحنه: مصطفی صابری‌راد و رضا صابری‌راد، ساخت فیلم پشت صحنه: علی سیدی، مدیر تدارکات: اصغر بازگشا، مدیر تشریفات: مهدی باوقار؛ هستند.

## سوانح
شهرام عبدلی در این پروژه به عنوان بازیگر حضور داشت، وی پس از اتمام فیلمبرداری در هتل مشغول استراحت بوده که دچار سردرد شدید و سرگیجه می‌شود و به بیمارستان قائم مشهد مراجعه می‌کند. پس از سی‌تی اسکن مغز مشخص می‌شود وی دچار خونریزی مغزی شده و بعد از چند ساعت به حالت کما رفت و پس از عمل جراحی هم نتوانست هوشیاری کامل به دست بیاورد. وی روز شنبه ۶ اسفند ۱۴۰۱ در بیمارستان قائم مشهد درگذشت. مراسم تشییع وی یکشنبه هفتم اسفند ۱۴۰۱ در حضور خانواده‌اش و جمعی از هنرمندان برگزار و پیکر او از مقابل خانه هنرمندان ایران به قطعه هنرمندان بهشت زهرا (س) بدرقه شد. عوامل این مجموعه به احترام شهرام عبدلی از بازیگر جایگزینی استفاده نکردند.